# Římskokatolická farnost Krabonoš
Římskokatolická farnost Krabonoš je zaniklým územním společenstvím římských katolíků v rámci jindřichohradeckého vikariátu českobudějovické diecéze.

## O farnosti

### Historie
Po připojení Vitorazska k Československu v roce 1919 připadla do nové republiky také obec Krabonoš, kde existovala plebánie již od 15. století. Krabonoš byl původně součástí apoštolské administratury v Českých Velenicích, roku 1937 byl spolu s Velenicemi připojen k Českobudějovické diecézi. Ke dni 31.12.2019 farnost zanikla.
| Kostel                   | Místo    | Bohoslužba | Bohoslužba | Poznámka            |
| ------------------------ | -------- | ---------- | ---------- | ------------------- |
| Kostel sv. Jana Křtitele | Krabonoš |            |            | bývalý farní kostel |